# 31 Armia Rakietowa
31 Armia Rakietowa (ros. 31-я ракетная армия (31РА)) – związek operacyjny Wojsk Rakietowych Przeznaczenia Strategicznego Związku Radzieckiego, następnie – Rosji. Sztab Armii stacjonuje w mieście Orenburg na Uralu, JW 29452.
Dowództwo armii zostało sformowane 8 czerwca 1970 na bazie 18 Samodzielnego Korpusu Rakietowego w Permie na podstawie dyrektywy Głównodowodzącego Wojsk Rakietowych Przeznaczenia Strategicznego ZSRR z 23 kwietnia 1970.

## Skład
W skład nowo utworzonego związku operacyjnego weszły:
- 13 Dywizja Rakietowa. Jednostki dywizji rozmieszczone są w m. Jasnyj w obwodzie orenburskim. Miejscowość ta znana jest pod nazwą Dombarowskij, faktycznie jest to miasto zamknięte ZATO Komarowskij (Комаровский, Оренбургская область) – JW 68545;
- 59 Dywizja Rakietowa. Jednostki dywizji rozmieszczone są w m. Kartały w obwodzie czelabińskim – JW 68547;
- 52 Tarnopolsko-Berlińska Dywizja Rakietowa. Jednostki dywizji rozmieszczone są w m. Perm-75, znane pod nazwą Berszet, faktycznie – miasto zamknięte ZATO Zwiozdnyj (Звёздный, Пермский край) – JW 54090;
- 42 Tagilska Dywizja Rakietowa. Jednostki dywizji rozmieszczone są w m. Niżnyj Tagił-39, faktycznie – m. Iwa w obwodzie swierdłowskim – JW 34103;
- 38 Dywizja Rakietowa. Jednostki dywizji rozmieszczone zostały w m. Dierżawinsk-1, inaczej znanym jako Stepnoj w byłym obwodzie torgajskim w Kazachstanie – JW – 33738;
- Brygada Rakietowa w m. Szadrinsk w obwodzie kurgańskim;
- Brygada Rakietowa w m. Sary-Ozek w obwodzie tałdy-kurgańskim w Kazachstanie;
- Brygada Rakietowa w m. Kattakurgan w Uzbekistanie.

W 1975 w skład 31 Armii Rakietowej weszła 8 Melitopolska Dywizja Rakietowa w m. Jurja-2 (miasto zamknięte ZATO Pierwomajskij – Первомайский, Кировская область) – JW 44200 ze składu 27 Armii Rakietowej. Wkrótce potem została włączona w skład armii 14 Dywizja Rakietowa z dowództwem w m. Joszkar-Oła – JW 34096, w 1996 r. dywizja ta została włączona do 27 Armii Rakietowej.
W 1991 rząd Kazachstanu podpisał układ o statusie bez broni jądrowej, w związku z czym jednostki 38 Dywizji Rakietowej z Dierżawinska były stopniowo likwidowane, w 1996 roku dywizja została całkowicie rozformowana.
W początkowym okresie związki taktyczne 31 Armii Rakietowej dysponowały rakietami typu R-14 (kod NATO: SS-5 Skean) oraz R-16 (kod NATO: SS-7 Saddler). W 1978 na uzbrojenie wprowadzono rakiety RSD-10 Pionier (kod NATO: SS-20 Saber), jako pierwsze otrzymały je pułki dywizji rakietowej w Niżnym Tagile. W 1989 zaczęto wyposażać jednostki w rakiety typu RS-22 (kod NATO: SS-24 Scalpel). W pierwszej kolejności otrzymały je jednostki dywizji rakietowej w Permie. Od 1995 roku podstawowe uzbrojenie stanowią rakiety typu Topol-M" (kod NATO: Stalin).
Obecnie 31 Armia Rakietowa uznawana jest za najsilniejszy związek operacyjny rosyjskich Wojsk Rakietowych Przeznaczenia Strategicznego.

## Dowódcy 31 Armii Rakietowej[2]
- 27 czerwca 1970 – 5 czerwca 1979 – gen. płk Iwan Szewcow
- 5 czerwca 1979 – 8 listopada 1985 –  gen. płk Władimir Gierasimow
- 8 listopada 1985 – 7 sierpnia 1988 – gen. mjr (od 17 lutego 1986 – gen. por.) Nikołaj Cziczewatow
- 7 sierpnia 1988 – 2 listopada 1993 – gen. mjr (od 20 lutego 1990 – gen. por.) Igor Pustowoj
- 4 listopada 1993 – 22 czerwca 2002 – gen. major (od 6 maja 1994 – gen. por.) Anatolij Borzienkow
- 22 czerwca 2002 - 12 października 2007 - gen. por. Jurij Kononow
- 12 października 2007 - 4 września 2010 - gen. mjr Iwan Riewa
- od 4 września 2010 gen. por. Anatolij Kułaj.